# Contea di Jigzhi
La contea di Jigzhi (久治县S, Jiǔzhì XiànP) è una contea della Cina, situata nella provincia di Qinghai e amministrata dalla prefettura autonoma tibetana di Golog.